# Réti Ödön
Réti Ödön, született Rosenberger Ödön (Zalaszentiván, 1871. október 4. – Mátyásföld, 1939. április 12.) magyar író, festő, tanár.

## Életpályája
Az Iparművészeti Iskolában valamint a Mintarajziskolában tanult. Rajztanári oklevelet szerzett; Becsén, Brassóban, majd Aradon oktatott. 1919-ben Szegedre költözött.
Szegeden lett Juhász Gyula és Móra Ferenc barátja, majd József Attila is barátai közé tartozott. Eleinte táj- és arcképeket festett. Az Aradi Közlöny és a Nagyvárad című lapokban jelentek meg írásai. Osvát Ernő fedezte fel és a Nyugatban közölte több művét.

## Művei
- Furcsa népség (regény, Szeged, 1923)
- Furcsa népség (válogatott elbeszélések, Szeged, 1957)